# 佩勒姆·格伦维尔·伍德豪斯
佩勒姆·G·伍德豪斯爵士（Sir Pelham Grenville Wodehouse，1881年10月15日—1975年2月14日），英国幽默小说家，七十多年的写作生涯，受到无数读者的欢迎，至今他的作品还广为流传。虽然他的一生经历了社会动荡和政治运动，而且很长一段时间是在法国和美国度过，伍德豪斯作品的主要背景还是一战前英国的上流社会。这和他的个人经历有关，他生长于斯，在这里接受教育，并开始早期的写作生涯。
作为公认的英文散文大家，伍德豪斯受到很多与他同时代的和后来的现代作家的钦佩，前者如海莱尔·贝洛克
、伊夫林·沃

及吉卜林，后者如道格拉斯·亚当斯

、萨尔曼·鲁西迪

及特里·普拉切特

。肖恩·奥凯西

形象地称伍德豪斯是“英国文学表演的跳蚤”（English literature's performing flea），伍德豪斯在写给朋友Bill Townend的一系列信中，以此作为标题。
除了最负盛名的《Jeeves》系列和《布兰丁斯城堡》系列小说及短篇小说外，伍德豪斯当过编剧，参与创作了15部剧本，还给三十几个歌舞喜剧片写过250首歌词。比如1934年，他与科尔·波特合作过歌舞剧《双圆争辉》

。作曲家杰罗姆·克恩

、盖伊·博尔顿也常与他合作，例如他给杰罗姆·克恩的《画航璇宫》

（1927）中的热门歌曲《Bill》写了歌词，给格什温

与龙伯格

的歌舞剧《罗莎莉》（1928）作词，与鲁道夫·弗里姆尔

合写了改编自《三个火枪手》的歌舞剧。（1928年）。

## 生涯

### 早期生活
佩勒姆·伍德豪斯，亲朋好友都叫他“梅子”（把Pelham 快点念，很容易读成Plum），他母亲埃莉诺（Eleanor）还在格德郡串门时，他就提前出世了。他父亲亨利（1845年－1929年）是驻香港的英国法官。几个世纪以前，伍德豪斯家族就开始世世代代住在诺福克郡。伍德豪斯的名字 Pelham ，是继承他祖父老佩勒姆的。
三岁时，伍德豪斯就被带回英格兰，由奶妈抚养。15岁以前，他辗转于多个寄宿学校，跟父母相處的日子加起来不到六个月。他跟他哥哥阿米恩（Armine）十分亲近，二人都热爱艺术，时常交换心得。伍德豪斯用不间断地写作来填补生活的空虚。学校放假时，他大多数时间是跟他这个或那个姑妈在一起，所以很可能他对“一群叽叽喳喳的姑妈”的恐惧，是从这里开始的，反映在小说里是伯特伦·伍斯特（Bertie Wooster）吓人的姑妈阿嘉莎（Agatha）和姑妈黛丽亚（Dahlia），是《布兰丁斯城堡》中对侄子侄女特别严厉的康斯坦斯·基伯夫人。
伍德豪斯中学就读于伦敦市郊的达利奇学院（Dulwich College），一所著名的私立寄宿男校，后来这所学校的图书馆也以他的名字命名。在达利奇的生活很得意，他既是出色的学生，在体育方面也有特长。他是古典文学六级成员（只有最杰出的学生才有资格加入），任学生会长，负责编辑校刊《The Alleynian》，多次在音乐剧和舞台剧上当男主角，参加了第十一届板球比赛，和第十五届英式橄榄球比赛，给学校争了光，他还代表学院参加拳击比赛（后来因为视力不好没去成），代表小组参加田径项目。
伍德豪斯的哥哥阿米恩（Armine），获得牛津大学的古典文学奖学金（后来毕业拿到一等学位）。佩勒姆本来计划像他哥哥一样上牛津，但由于印度卢比贬值，他爸爸的工资缩水，迫使他放弃这个想法。爸爸给他在“香港上海银行”（就是现在的汇丰银行）找了份工作，在伦敦干了两年以后，他被派往海外支行。但是，伍德豪斯对银行的差事丝毫不感兴趣，也知道自己不是那块料。在银行上班的时候，他就利用空余时间来写作。1902年，成为《环球》（如今停刊了）的记者，后来刚好有个朋友离任，伍德豪斯就接管了他的幽默小品专栏。他定期给《潘趣》杂志投稿，还给男生看的杂志《队长》、《公学》写故事，这些文章后来结集出版，成为他第一本小说集。1909年，他在格林威治时，卖给《大都会》和《科利尔》杂志两部短篇小说，赚了500美元，比他以前赚的多。于是他辞掉《环球》的工作，留在纽约，他定期给创刊不久的《名利场》杂志撰稿（用的是许多不同的笔名）。但钱还是不够花，1915年，还没等《星期六晚邮报》连载他的《Something New》，他就迎来了“首次破产”。在这前后，他开始与盖伊·博尔顿，杰罗姆·克恩合作（最后达到18部）歌舞喜剧片。
三十年代，他在好莱坞当过两次短期的编剧，自称待遇不菲。 他也有许多小说也在《星期六晚邮报》和《海滨》等杂志上连载，稿费也不少。
1914年，伍德豪斯娶了爱瑟儿·威曼（Ethel Wayman）为妻，妻子带过来一个女儿李奥诺拉（Leonora）。伍德豪斯没有亲生的孩子。可能是因为他青春期的时候得了腮腺炎，导致他不能生育。

### 远离英国的日子
虽然伍德豪斯和他的小说都公认为属于典型的英国风格，但1914年以后，他就在英国和美国两头跑。1934年，在英美两国对他作品双重课税的压力下，他选择定居法国。他也对政治和国际局势极其冷淡。1939年二战爆发，他仍留在法国的勒图凯（Le Touquet）海边的家里，没有回到英国，显然他没有认识到国际冲突的严重。随后他在1940年，被德国监禁，拘留了一年，起初在比利时，后来转往上西里西亚（现在波兰境内）的Tost（即现在的托谢克，Toszek）。他曾说，“如果上西里西亚都这样，很难想象下西里西亚该是什么地步。”
在托斯特，为了活跃气氛，他常给狱友们讲幽默段子。出狱以后，在他还有几个月就要过六十岁生日的时候，纳粹怂恿他以狱中的幽默段子为基础写了一系列广播剧，听众对象是美国。伍德豪斯认为自己在监禁期间还能保持乐观顽强，这一点很值得钦佩。然而，战时的英国，人们没有开玩笑的闲情逸致，而且这个广播让他遭受许多非难，人们指责他站在纳粹这边，出卖祖国。有的图书馆甚至取缔了他的书。批评他最严重的人是A.A.米尔恩，《维尼熊》的作者。作为反击，伍德豪斯以荒诞人物Timothy Bobbin作为主角，写了一系列打油诗，戏仿了米尔恩写的儿童幽默诗歌。伍德豪斯的维护者中有伊夫林·沃和乔治·奥威尔。英国安全局军情5局的一项调查支持奥威尔的观点，即伍德豪斯人是幼稚可笑，但决不是叛国贼。1980年代解密的文件显示，在巴黎居住期间，纳粹支付了伍德豪斯生活费。但1999年，军情5局根据英国公共档案馆的档案资料，证明他是清白的。
种种批评迫使伍德豪斯和夫人搬去纽约，永久定居下来。伍德豪斯被德国监禁期间，李奥诺拉去世了，除了李奥诺拉，他们没有第二个孩子了。1955年，他成为美国公民，再没回到祖国，在纽约长岛的伦森堡（Remsenburg）度过余生。

### 晚年
在他93岁去世前不久，被封为得（第二等）高级英帝国勋爵士。之所以这么晚才得到勋位，是因为受“德国广播事件”的牵连。在接受BBC采访时他说，自己已经得到爵位，又在杜莎夫人蜡像馆裡有自己的蜡像，他已经别无所求了。考虑到健康状况，医生建议他不要去伦敦，勋位是他妻子后来向英国领事代领的。
2000年，为了纪念伍德豪斯，以他的名字命名的“波灵格大众伍德豪斯奖”（Bollinger Everyman Wodehouse Prize）成立了，该奖每年颁发给英国最佳幽默作品。

## 创作态度
伍德豪斯对自己的作品很谦虚，1957年，在《年过七十》（Over Seventy）中，他自云：
“我从事所谓的轻文学，干这一行的人，有时被称为幽默家，常为知识分子所不齿。”

## 文学品位及影响
在一篇文章裡，伍德豪斯提到了几个当代他十分敬重的幽默家。其中包括弗兰克·沙利文

，A. P.赫伯特

，和亚历克斯·阿特金森

，伍德豪斯在《年过七十》中，曾为后者健康的每况愈下感到惋惜，“我希望在每个街角看到一个A. P.赫伯特，在每个小酒馆看到一个亚历克斯·阿特金森。”他在《圣奥斯丁故事集》

中讽刺了现代文学批评。《汤姆·布朗问题》（The Tom Brown Question）戏仿了分析荷马的学者，《注解》（Notes）批评了古典文学和英国文学评论家，并且出人意外地详谈了布朗宁的意义。在《作品》（Work）中，伍德豪斯称维吉尔“生硬”，“假大空”，相反，埃斯库罗斯是“调皮鬼”。莎士比亚和丁尼生对他影响很大，在拘留期间他随身携带的正是他们的书。伍德豪斯似乎对传统的英国惊悚小说也很感兴趣，1960年代加文·莱尔

和乔治·麦克唐纳·弗雷泽

的小说一出版，他就击节称赞。后来，他爱看纳欧·马什

和雷克斯。史陶特

写的推理小说，爱看电视剧《The Edge of Night》，乐此不疲。

## 笔下人物
伍德豪斯笔下的人物，并不是一开始就受人欢迎，尤其是缺心眼儿的纨绔子弟Bertie Wooster。英国公共档案馆的资料透露，1967年，伍德豪斯获得名誉勋位

，驻华盛顿的英国大使Patrick Dean爵士则认为，“伍德豪斯笔下的Bertie Wooster这种人，正是我们英国人要竭力根除的。”
伍德豪斯笔下的人物常常是怪胎，有些特殊的恋物情结，比如艾姆斯华斯勋爵（Lord Emsworth）迷恋猪，Gussie Fink-Nottle迷恋蝾螈，Archibald Mulliner迷恋袜子。缺心眼儿的主人公，善良温厚，与世无争，本来好心替朋友出主意，但无一例外地把事情搞得更糟。
然而，伍德豪斯笔下的贵族，许多都扮演“丑角”。他笔下经典的纨绔子弟往往是怪人，总使自己陷入麻烦的境地。
亲戚，尤其是姑妈和叔叔，通常被夸张地描绘成掌握婚姻和经济大权的角色，或者至少作为让生活充满苦难的存在。他的小说里，朋友往往不是逆境中的安慰，而是麻烦的渊薮。主人公劳其筋骨饿其体肤，只为换得朋友一笑。故事中的坏人（尤其是情敌）常常很可怕，幸好在最后大团圆式的结尾，他们都会得到应有的惩罚。
警察和治安官的形象往往是有威胁性的，但容易受骗上当的，被他们抓了很好办，只要地临时报个假名字就好了。偷警察头盔这一动机被多次提起。
伍德豪斯回到古罗马喜剧的创作手法（例如喜剧家普劳图斯

），使用类型角色

，他笔下的仆人远比主人有头脑得多，尤以Jeeves最甚。Jeeves无数次把Bertie Wooster从水深火热的处境中拯救出来。同样的手法也应用在精明能干的秘书Baxter与稀里糊涂的Emsworth勋爵的关系上。

## 情节
虽然他的情节貌似公式化，但伍德豪斯的天才在于，成功地铺设了几条复杂交错的主线，让故事的主人公麻烦重重，最后结尾毫无例外地都是皆大欢喜。一般，主人公的亲戚或朋友遇到什么难题，强迫主人公趟这趟浑水，最后看似不可能完成的任务都漂亮地解决了。长篇的作品线索铺设得很巧妙，往往故事发展到一半时主人公身陷多重困境。杰出的例子是《The Code of the Woosters》，多数章节里，故事的最后一句发生戏剧化的转折，把主人公推向更棘手的处境。
订婚是他的小说中常见的主题，男人常常因为某种阻碍不能跟心爱的女人订婚，恰好在这时候，他不知道怎么就跟一个他不爱的女人订婚了，需要找个理由抽身，但又不能直接取消婚约（有悖绅士精神）。例如《Something Fresh》中的Freddie，他跟Peters小姐的婚事告吹，因为她跟乔治·爱默生（George Emerson）私奔了。女朋友把白痴的未婚夫蹬了，跟朝气蓬勃的男人跑了，本来该是件难过的事，但作者巧妙地把氛围处理得轻松愉快，Freddie对此一点也不当回事，他更感兴趣的是与令人尊敬的侦探小说家Ashe Marson见面。（《Something Fresh》中作者塑造的人物形象，单身男青年，毕业于牛津，当过家庭教师，在报纸上发表过侦探小说）
冒名顶替和随之而来的混乱在《布兰丁斯城堡》系列小说里尤为常见。
赌博也是常出现的情节，而且赌局的结果往往有人幕后操纵。
另一个显著的主题是酒，很多情节围绕主人公喝醉展开。伍德豪斯自己就好酒，这一点很清楚，他形容过种种醉态，被后人奉为经典：醉如失灵的指南针分不出东南西北，胃里翻江倒海如混凝土搅拌车，等等。此外，他还多次提到一种叫“五月皇后”的酒，借Fred叔叔之口，是这么形容它的，“任何一种品质上好的干香槟，兑上白兰地利口酒、雅马邑、茴香酒、黄色利口酒、烈性黑啤酒，就可以享用了。”故事里的人物常常借此壮胆，例如向心上人求婚。

## 作品
伍德豪斯著作颇丰，在他长达73年的写作生涯中（1902-1975），一共写了96本书，包括小说，短篇故事集，歌舞喜剧。短篇故事和长篇小说里，许多角色和场景是重复出现，贯穿始终的，读者就以此把他的作品分为几个“系列”。
1. 《布兰丁斯城堡》系列
（后来伍德豪斯命名为《布兰丁斯城堡传奇》）小说虚构了居住在布兰丁斯城堡的乡村贵族的生活。主要角色有怪胎Emsworth勋爵，特别迷恋他那头得奖的猪——“布兰丁斯皇后”，一度也同样迷恋获奖的南瓜——“布兰丁斯希望之星”。
2. 《无事忙俱乐部》系列
讲的是伦敦一家闹哄哄的俱乐部里，一群无所事事的有钱人的那点破事儿。无事忙俱乐部的故事出自Jeeves系列小说，也因为一系列短篇故事而自成一系。代表人物如俱乐部成员Freddie Widgeon 和Bingo Little，以及多次出现的小角色百万富翁Oofy Prosser。
3. 《高尔夫球和Oldest Member》系列
故事是围绕沃德豪斯最感兴趣的事物——高尔夫球展开的，故事中的人物都把高尔夫球当作毕生追求的事业。主人公没有名字，他是高尔夫球俱乐部资格最老的成员，所以人称The Oldest Member。
4. 《Jeeves和Wooster》系列
是以有钱而没大脑的Bertie Wooster的口吻叙述的。他和他的朋友们常把自己陷入荒谬又倒霉的困境，而他足智多谋的男仆Jeeves总有办法拯救他们于危难之际。《Jeeves和Wooster》系列，或简称《Jeeves》系列小说，是伍德豪斯最著名的作品。它的价值还在于，里面有很多二战前英语俚语。比如Bertie 常说的"What ho!", "pipped", "bally"，等等。这一点，伍德豪斯之于英国文学，与达蒙·鲁尼恩之于美国文学有类似之处。
5. 《Mulliner先生》系列
主人公Mulliner，喜欢在酒吧里滔滔不绝地讲述他们Mulliner家族的奇谈怪事。有时听众会对他的长篇大论感到厌倦，有意思的是，听众的身份不用名字，而是用他们喝的饮料表示，例如“热苏格兰威士忌加柠檬”，或者“双份威士忌加水”。
6. 校园系列
伍德豪斯的早期创作，相对写实。虚构了圣奥斯丁公学和Wrykyn公学。
7. 《The Psmith》系列
主人公是个万事通，举止优雅，魅力非凡。最后一部Psmith小说《交给Psmith》中，《布兰丁斯城堡》故事有交叉——Psmith住在布兰丁斯城堡，为Emsworth勋爵工作，还和Emsworth的次子Freddie Threepwood交了朋友。Psmith这个人物首次出场，是在校园系列小说《Mike》中。
8. 《The Ukridge》系列
主人公Stanley Featherstonehaugh Ukridge是一个有魅力但没有原则的人，总是想法设法骗朋友的钱花。
9. 《Fred叔叔》系列
主人公是一个古怪的伯爵，住在Ickenham，总想法设法逃脱妻子的控制，妻子一不在旁边，他就闹腾得天翻地覆，而自己觉得这样“轻松甜蜜”。顽皮大胆，喜欢恶作剧，比如经常乔装打扮成别人。他的这些故事由侄子和朋友Reginald "Pongo" Twistleton的视角展开的，他在布兰丁斯城堡中也表演过他的“乔装戏”。

## 作品改编
和他数量颇丰的著作相比，根据他原著改编的作品却为数不多。他不愿意看到别人把Jeeves系列拿去改编：
“像Jeeves这样的博学多才的人，过人之处就在于他最起码的人格不允许自己为了金钱而出卖艺术。这些年来，有人要我为了商业利益，把他出卖给剧院老板，电影巨头，喜剧制片人，甚至一家美国报纸的编辑打算用他的形象来搞连环画。尽管合同很有诱惑力，但只要听到Jeeves暗示反对的咳嗽声，和他低声说“我并不赞同，先生。”我就良心发现了。Jeeves知道自己的位置，只在书的封面和封底之间。”（1967，摘自《Jeeves的世界》全集中的引言）
就算由他自己把作品改编成电影，他也不感兴趣。1930年，米高梅电影制片公司把他聘请来，却很少用到他：“他们每星期付给我2000美金……却找不到事让我干。”后来1937年，他回到米高梅，创作电影剧本《罗莎莉》，每星期拿2500美元的报酬，舒舒服服地住在好莱坞，但即便这样，他还说“我对这样的生活并不满意，我不喜欢搞电影这套东西。”
然而，他跟伊恩·海伊（Ian Hay）合作很愉快，1928年，海伊把伍德豪斯的《困苦中的年轻女人》（A Damsel in Distress）改编成舞台剧，由海伊，伍德豪斯和A.A.米尔恩共同投资制作。伍德豪斯和海伊一起去苏格兰度假，发现彼此有很多共同爱好。1929年，伍德豪斯继续于海伊合作，把海伊的小说《咩咩小黑羊》搬上舞台，1930年，二人又合写了剧本《交给Psmith》。
1937年，由伍德豪斯编剧的歌舞片《困苦中的年轻女人》上映，弗雷德·阿斯泰尔

，乔治·伯恩斯

，格雷西·艾伦

，和琼·芳登

主演，格什温兄弟创作词曲。1962年，改编电影《The Girl On The Boat》，由诺曼·温斯顿，米利森特·马丁，以及理查德·布赖尔斯主演。
布兰丁斯城堡系列和Jeeves系列小说都被BBC改编过电视剧：Jeeves系列被改编过两次，一次是在1960年代的电视剧《Wooster的世界》，由伊恩·卡迈克尔扮演Bertie Wooster，Dennis Price 扮演Jeeves；第二次是在1990年代的电视剧《万能管家》，休·劳瑞扮演Bertie Wooster，史蒂芬·弗莱扮演Jeeves。另外，戴维·尼文

和阿瑟·特雷彻也分别演过Bertie和 Jeeves，在1930年代的短篇电影《谢谢，Jeeves》，对原著改动很大的。续集《加把劲儿，Jeeves》在没有Bertie 的情况下，特雷彻单独演了Jeeves。
1975年，安德鲁·劳埃德·韦伯

创作了一处出音乐剧，原名叫《Jeeves》，1996年，重新修改后的剧本更名为《By Jeeves》，大受欢迎，后来在百老汇上演，演出还录制了电影版，电视台也放映过。
1995年，BBC拍了电影《Heavy Weather》，彼德·奥图

饰演Emsworth勋爵，理查德·布赖尔斯，（之前演过《The Girl On The Boat》）饰演Emsworth的哥哥Galahad Threepwood。
1936年，《Piccadilly Jim》首次拍成电影，由罗伯特·蒙哥马利

主演。2004年，Julian Fellowes写了另一个版本的剧本，由Sam Rockwell主演，不过电影并不成功。
1975年，BBC播出了一部题为《伍德豪斯剧场》的电视剧，该剧主要根据是“Mulliner”系列故事拍的，主演是John Alderton 和Pauline Collins。第一集是伍德豪斯亲自介绍的，想来很不同寻常，那时他93岁高龄了，就在电视剧播放的当年他去世了。
由Dudley Moore 和 John Gielgud主演的《亚瑟》及其续集《亚瑟2：On the Rocks》，也是根据“Bertie和Jeeves”系列中的人物改编的，虽然没有正式承认，但电影中的很多台词和情节，包括跟订婚有关的情节，都直接受伍德豪斯人物的影响。
想知道更多世界范围内受伍德豪斯影响的电影电视作品，可参考Brian Taves写的人物史《伍德豪斯于好莱坞：编剧，讽刺与改编》（P.G. Wodehouse and Hollywood: Screenwriting, Satires, and Adaptations）McFarland, 2006。

## 外部連結
Wodehouse societies
- P G Wodehouse Society.org.uk（页面存档备份，存于） - The P G Wodehouse Society (UK): events, Tony Ring's Information Sheets, quiz
- Wodehouse.org- TWS, The Wodehouse Society (North America): events, links to essays
- （页面存档备份，存于） (Australia, Belgium, Finland, India, Italy, Netherlands, Russia, Sweden)

Wodehouse info
- A Celebration of P G Wodehouse - Annotated bibliography, characters index, text annotations
- P G Wodehouse Books.com（页面存档备份，存于） - Guide to PG Wodehouse: bibliography, history, articles, films/TV, quotes
- Blandings.org.uk - Aimed at younger and non-UK readers: annotations, bibliographies, plots, characters, gazetteer
- Wodehouse-Bible.com - Biblia Wodehousiana: biblical quotations and allusions inventory
- "Zeroing in on Blandings" （页面存档备份，存于） by Alex Kirby, BBC News Online, 4 September 2003 - Blandings Castle located?

關於 Wodehouse
- "In Defence of P. G. Wodehouse" （页面存档备份，存于） by George Orwell, 1945 - Defending PGW accused of treason
- "Why A.A. had it in for P.G." （页面存档备份，存于） by John Simpson, The Daily Telegraph, 31 August 1996 - Winnie-the-Pooh creator AAM vs. PGW
- "What ho! My hero, PG Wodehouse"（页面存档备份，存于） by Stephen Fry (Jeeves actor), The Independent, 18 January 2000 - Recollections and appreciation
- "P. G. Wodehouse interview" （页面存档备份，存于） by Gerald Clarke, The Paris Review, Winter 1975 (PDF format, 39.5 MB)
- PGW's ancestry （页面存档备份，存于） - parents Henry Ernest Wodehouse and Eleanor Deane, links to ancestors (no PGW 截至2007年)
- 在Find a Grave上的佩勒姆·格伦维尔·伍德豪斯 - grave location and photography

Public domain works online
- P. G. Wodehouse的作品  - 古騰堡計劃 - about 40 books in English 截至2007年
- Works by P. G. Wodehouse（页面存档备份，存于） at EveryAuthor.com - subset of Gutenberg (about 30 books) but broken by chapters and searchable
- "Wodehouse Quotations" （页面存档备份，存于） - searchable index of quotes from books and articles (OCR, some typos)
- Free audiobook （页面存档备份，存于） of A Man of Means (1914) at LibriVox (3h, Ogg-Vorbis or MP3 formats, ZIP of whole book MP3 86 MB)
- Free audiobook of Three Men and a Maid (US title)/The Girl on the Boat (UK title) (1922) at LibriVox (5h 40m, Ogg-Vorbis or MP3 formats, ZIP of whole book MP3 164 MB)
- Free audiobook （页面存档备份，存于） of Psmith in the City (1910) at LibriVox (5h 48min, Ogg-Vorbis or MP3 formats, 168 or 336 MB)
- Free audiobook （页面存档备份，存于） of Something New (1915) at LibriVox (7h 34min, Ogg-Vorbis or MP3 formats, 218 or 436 MB)
- The Poems of P G "Plum" Wodehouse （页面存档备份，存于） - About 40 PGW poems
- Transcripts of the five controversial Berlin broadcasts （页面存档备份，存于）

其他
- Wodehouse-related discussion groups (book of the month, TV series, etc.) at Yahoo! Groups - Blandings (420+ members), WodehouseIndia (220+ members), TheDrones (140+ members), etc. 截至2007年
- Filming a Comedy Master's Life in Wantagh （页面存档备份，存于） (BBC films segments of a TV special on the life of P.G. Wodehouse]